# Domínio de Yashima
O Domínio de Yashima (矢 岛 藩, Yashima-han) foi um han do Período Edo da História do Japão, localizada na Província de Dewa (atual Akita). O domínio era dirigido a partir do Jin'ya de Yashima  na antiga cidade de Yashima, na atual cidade de Yurihonjo.

## História
O Clã Ikoma era originalmente Daimyō do poderoso Domínio de Takamatsu (com renda de 171.800 koku) na Província de Sanuki . No entanto, os Ikoma foram desapropriados em 1640 devido à má gestão de Ikoma Takatoshi que resultou em um O-Ie Sōdō (revolta) de seus vassalos. O shogunato Tokugawa transferiu o clã para o recém-criado Domínio de Yashima (com renda de 10 mil koku) no sopé do inóspito Monte Chokai na região central Província de Dewa, onde Takatoshi foi condenado a permanecer sob prisão domiciliar há mais de 20 anos. Além disso, em 1659, seu filho e herdeiro Ikoma Takakiyo foi forçado a dividir 2.000 koku de sua herança para um irmão mais novo, e assim o clã perdeu seu status como um daimyō, e passou a ser hatamoto .
Forçado a residir em Edo, os Ikoma administravam seu território a distância, através de administrador local, no entanto, a alta tributação e tirania dos administradores levou a repetidas revoltas camponesas e um apelo direto dos camponeses ao governo em 1677. Em 1780, o Shogun Tokugawa Ieharu permitiu que o líder do clã visitasse suas propriedades sob o sankin kotai .
Durante a Guerra Boshin , o clã Ikoma participou do Ōuetsu Reppan Dōmei, mas rapidamente mudou de lado sob ameaça de invasão dos forças pró-imperiais do Domínio de Yamato-Shinjō . O novo Governo Meiji recompensou os Ikoma por sua deserção rápida do Ōuetsu Reppan Dōmei em 1868 com um aumento nas receitas para 15.200 koku , e restaurando-o como Daimyō após 250 anos. O novo Domínio de Yashima foi recompensado mais uma mil koku em 1869.
No entanto, com a abolição do sistema han , em Julho de 1871, o Domínio de Yashima foi absorvido pela Província de Akita. Em 1884, ao filho adotivo do último Daimyō foi concedido o título de Danshaku (Barão) pelo sistema de nobreza kazoku.

## Lista de Daimyō
- Clã Ikoma (tozama) 1640-1658; 1868-1871

1. Ikoma Takatoshi (生駒高俊) 1640–1658
2. Ikoma Chikayuki (生駒親敬) 1868-1871

## Lista de Hatamoto
1. Ikoma Takakiyo (生駒高清) 1659-1694
2. Ikoma Chikafusa (生駒親興) 1694-1702
3. Ikoma Masachika (生駒正親) 1702-1706
4. Ikoma Chikanao (生駒親猶) 1706-1753
5. Ikoma Chikaken (生駒親賢) 1753-1771
6. Ikoma Shinboku (生駒親睦) 1771-1782
7. Ikoma Chikaaki (生駒親章) 1782-1817
8. Ikoma Chikatakashi (生駒親孝) 1817 - 1830
9. Ikoma Shin'ai (生駒親愛) 1830-1839
10. Ikoma Chikamichi (生駒親道) 1839-1855
11. Ikoma Chikakei (生駒親敬) 1855-1868